# 止鼾器
止鼾器是一种通过调整下颚位置，来达到使阻塞的呼吸道得以畅通的医疗器械。可減輕睡眠時呼吸不順而造成打鼾或呼吸中止而影響睡眠的情形。

## 另見
- 睡眠呼吸暂停